# Michelozzo

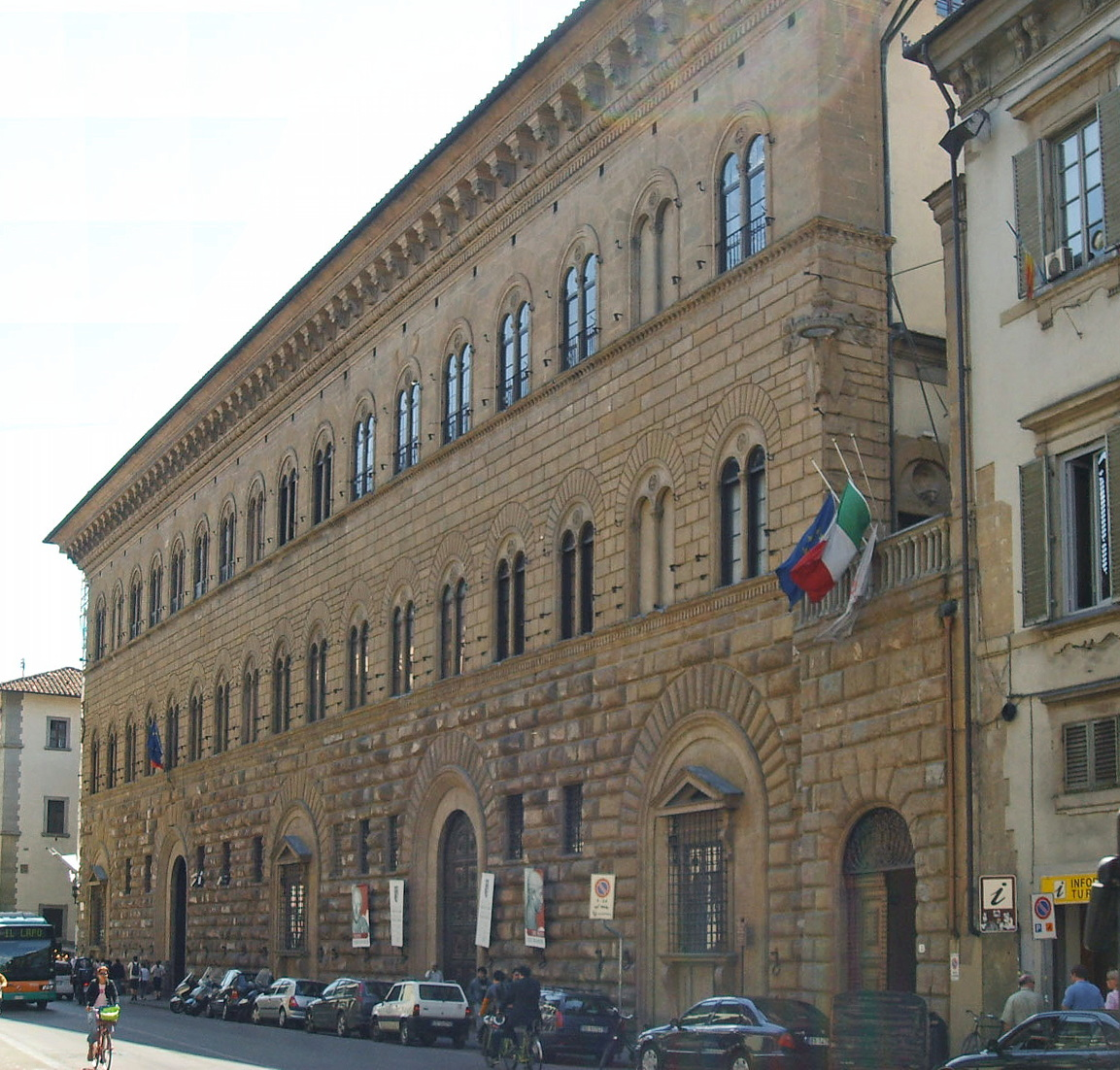
Palacio Medici Riccardi en Florencia

Michelozzo di Bartolomeo (Florencia, 1396-Florencia, 1472), también conocido como Michelozzo Michelozzi, quizá por error, fue un arquitecto y escultor de Florencia, Italia. 

## Semblanza
Hijo de un sastre, fue aprendiz de Ghiberti en su juventud y colaboró más adelante con Donatello.
Como escultor trabajó, sobre todo, el mármol, el bronce y la plata. La estatua del joven San Juan que se halla encima de la entrada de la catedral de Florencia, así como la que se halla detrás del baptisterio, fueron creadas por Michelozzo. También esculpió una bellísima estatua de San Juan Bautista, en plata, para el altar mayor de la iglesia de San Juan.
En 1428 junto con Donatello, construyó el púlpito, al aire libre, en la esquina de la catedral de Prato, en la ciudad homónima.
El magnífico Palacio Médici, en Florencia, construido en 1444 para Cosme de Médici, fue proyectado por Michelozzo, una de las más notables empresas arquitectónicas que combina la levedad delicada, como característica tanto del primer gótico italiano, como con el estilo clásico riguroso. Esta obra constituye, todavía hoy, el arquetipo de un palacio florentino.
Su gran amigo y mecenas, Cosme de Médici, le acompañó, durante un tiempo a Venecia en 1433; allí, Michelozzo construyó la Biblioteca de San Giorgio Maggiore, entre otros. Otra de sus obras estrella junto a Cosme de Médici fue la remodelación de la villa de Careggi. 
Michelozzo fue contratado el 8 de mayo de 1461 por la República de Ragusa (actual Dubrovnik) para supervisar los trabajos de las fortificaciones de la ciudad. Sus aportaciones resultaron muy efectivas en las casernas cónicas y alargadas de Minceta, la principal torre defensiva, y son consideradas como una innovación de Michelozzo, precedente, veinte años más tarde, de las casernas elípticas realizadas en Rocca de Ostia por Baccio Pontelli.

## Algunas obras
- Convento del Bosco ai Frati (1420-1427)
- Villa Médici, Trebbio (1427-1433)
- Biblioteca de San Giorgio Maggiore, Venecia (1433)
- Pulpito de la iglesia de Prato (1528 - 1538)
- Villa medicea de Careggi]] (1435-1440)
- Claustro y Biblioteca del Convento de San Marcos de Florencia (1436-1444)
- Palacio Comunal, Montepulciano (1440)
- Reforma de la Santísima Anunciación, Florencia (1444)
- Palacio Medici Riccardi, Florencia (1444-1464)
- Villa Médici, Cafaggiolo (1450)
- Restauración del Palazzo Vecchio, Florencia (1453)
- Fortificaciones en Stagno (Croacia) (1461-1464)
- Monumento funerario en mármol de Carrara de Bartolomeo Aragazzi, en el Duomo de Montepulciano